# Liste der Naturdenkmale in Buch (Hunsrück)
Die Liste der Naturdenkmale in Buch nennt die im Gemeindegebiet von Buch ausgewiesenen Naturdenkmale (Stand 13. Mai 2024).

## Naturdenkmale
| Nr.         | Bezeichnung                            | Lage                                                | Beschreibung                                                                                    | Bild                                    |
| ----------- | -------------------------------------- | --------------------------------------------------- | ----------------------------------------------------------------------------------------------- | --------------------------------------- |
| ND-7140-013 | Eiche (Staatswald Sang)                | westlich des Ortes; Abteilung Sang Lage             | Quercus sp.                                                                                     | Direkt Bild zu diesem Denkmal hochladen |
| ND-7140-015 | Eiche (Bäresknipp)                     | nordwestlich des Ortes; Abteilung Behrensknipp Lage | Quercus sp.                                                                                     | Direkt Bild zu diesem Denkmal hochladen |
| ND-7140-016 | Eichen (Dorfmitte)                     | Am Weiher, gegenüber Nr. 28a Lage                   | Quercus sp., zwei Bäume                                                                         | Direkt Bild zu diesem Denkmal hochladen |
| ND-7140-017 | Eiche (nordwestlich Ortseingang L 203) | Hauptstraße, bei Nr. 61 Lage                        | Quercus robur mit einem Brusthöhenumfang von 6,99 m (2023); Nationalerbe-Baum seit Oktober 2024 | Fotos hochladen                         |

## Ehemalige Naturdenkmale
| Nr. | Bezeichnung             | Lage                                             | Beschreibung                                      | Bild                                    |
| --- | ----------------------- | ------------------------------------------------ | ------------------------------------------------- | --------------------------------------- |
|     | Buche (Neidecker Heide) | südlich des Ortes; Distrikt Neidecker Heide Lage | Fagus sylvatica; Rechtsverordnung 1981 aufgehoben | Direkt Bild zu diesem Denkmal hochladen |